# Rozchodnikowiec
Rozchodnikowiec (Hylotelephium) – rodzaj roślin z rodziny gruboszowatych. Status taksonomiczny rodzaju jest określany jako niejasny – gatunki tu zaliczane bywają włączane do rodzajów rozchodnik Sedum i Orostachys. Obejmuje 26 gatunków. Występują one w strefie umiarkowanej Europy i Azji oraz we wschodniej części Ameryki Północnej (na pozostałej części tego kontynentu jako introdukowane). Do flory Polski należy rozchodnik wielki H. maximum, tradycyjnie zaliczany do rodzaju rozchodnik jako Sedum maximum.
Niektóre gatunki są uprawiane jako rośliny ozdobne, zwłaszcza rozchodnikowiec okazały H. spectabile i rozchodnikowiec purpurowy H. telephium, dostępne w licznych odmianach, w tym pochodzenia mieszańcowego.

## Systematyka
Pozycja systematyczna
Rodzaj Hylotelephium należy do podplemienia Umbilicinae, plemienia Sedeae, podrodziny Sedoideae w obrębie rodziny gruboszowatych Crassulaceae. Status taksonomiczny rodzaju jest określany jako niejasny – gatunki tu zaliczane bywają włączane do rodzaju Orostachys, dawniej też do rodzaju rozchodnik Sedum. W szczególności niejasne są relacje między tym rodzajem oraz: Meterostachys, Orostachys, Kungia i Sinocrassula. Wszystkie one tworzą jedną z trzech grup w obrębie kladu Telephium, jednego z pięciu podstawowych w obrębie podrodziny Sempervivoideae/Sedoideae, zajmującego w niej pozycję bazalną.
Wykaz gatunków
- Hylotelephium anacampseros  (L.) H.Ohba – rozchodnikowiec lubczykowy
- Hylotelephium angustum (Maxim.) H.Ohba
- Hylotelephium × bergeri B.Bock
- Hylotelephium bonnafousii (Raym.-Hamet) H.Ohba
- Hylotelephium callichromum  H.Ohba
- Hylotelephium cauticola (Praeger) H.Ohba – rozchodnikowiec naskalny
- Hylotelephium cyaneum (Rudolph) H.Ohba
- Hylotelephium erythrostict um (Miq.) H.Ohba
- Hylotelephium ewersii (Ledeb.) H.Ohba – rozchodnikowiec Ewersa
- Hylotelephium maximum (L.) Holub – rozchodnik wielki
- Hylotelephium mingjinianum  (S.H.Fu) H.Ohba
- Hylotelephium pallescens (Freyn) H.Ohba
- Hylotelephium pluricaule (Maxim.) H.Ohba
- Hylotelephium populifolium  (Pall.) H.Ohba – rozchodnikowiec topololistny
- Hylotelephium sieboldii (Regel) H.Ohba
- Hylotelephium sordidum (Maxim.) H.Ohba
- Hylotelephium spectabile (Boreau) H.Ohba – rozchodnikowiec okazały
- Hylotelephium sukaczevii (Maximova) S.B.Gontch. & A.V.Grebenjuk
- Hylotelephium tatarinowii (Maxim.) H.Ohba
- Hylotelephium telephioides  (Michx.) H.Ohba
- Hylotelephium telephium (L.) H.Ohba – rozchodnikowiec purpurowy
- Hylotelephium tianschanicu m V.V.Byalt & Lazkov
- Hylotelephium uralense (Rupr.) V.V.Byalt
- Hylotelephium ussuriense (Kom.) H.Ohba
- Hylotelephium verticillatu m (L.) H.Ohba
- Hylotelephium viride (Makino) H.Ohba
- Hylotelephium viviparum (Maxim.) H.Ohba